# Progressione del record mondiale della marcia 35 km maschile
La voce seguente illustra la progressione del record mondiale della marcia 35 km maschile di atletica leggera.
I record mondiali sono stati riconosciuti dalla federazione internazionale di atletica leggera a partire dal 1º gennaio 2023, con un tempo inferiore a 2h22'00"..

## Progressione
| Tempo          | Atleta            | Nazione | Luogo         | Data             | Note |
| -------------- | ----------------- | ------- | ------------- | ---------------- | ---- |
| Non ratificata |                   |         |               |                  |      |
| 2h28'42"       | Arturo Di Mezza   | Italia  | Mosca, Russia | 2 giugno 1996    |      |
| 2h26'46"       | Oleg Ishutkin     | Russia  | Soči, Russia  | 9 febbraio 1997  |      |
| 2h25'58"       | German Skurygin   | Russia  | Soči, Russia  | 20 febbraio 1998 |      |
| 2h24'25"       | Semyon Lovkin     | Russia  | Soči, Russia  | 1º marzo 2003    |      |
| 2h23'17"       | Vladimir Kanajkin | Russia  | Soči, Russia  | 8 febbraio 2004  |      |
| 2h23'17"       | Vladimir Kanajkin | Russia  | Soči, Russia  | 13 marzo 2005    |      |
| 2h21'31"       | Vladimir Kanajkin | Russia  | Soči, Russia  | 19 febbraio 2006 |      |